# 宮燈百合
宮燈百合（学名：Sandersonia aurantiaca）为單型的属宮燈百合屬（也称提灯花属）之下唯一一个物种。舊屬百合科，今屬秋水仙科，是一種根茎植物。

## 分佈
本物種原生於南非的海角省份、夸祖魯-納塔爾省、北部省份及斯威士兰國，但現時被引入了台灣；不過本物種並沒有入侵性。